# Pozornia
Pozornia – wzgórze o wysokości 291 m n.p.m. Znajduje się na Garbie Tenczyńskim, w południowej części miejscowości Zabierzów w województwie małopolskim. W pobliżu znajdują się dwa źródła, wschodnia część graniczy z rezerwatem Skała Kmity. Na północno-zachodnim stoku położone jest osiedle Leśna Polana.